# Autophradates (Lydien)
Autophradates (altgriechisch Αὐτοφραδάτης; † nach 354 v. Chr.) war ein persischer Satrap (Statthalter) von Lydien. Er hatte diese Stellung unter den Großkönigen Artaxerxes II. und Artaxerxes III. von etwa 390 bis in die späten 350er Jahre v. Chr. inne. Unter anderem war er in die Kämpfe des großen Satrapenaufstandes gegen Artaxerxes II. verwickelt.

## Leben
Einige Münzen mit dem Porträt des Autophradates, die aus den zu seiner Satrapie Lydien gehörenden Städten Lampsakos und Kyme stammen, blieben erhalten. In einer Inschrift aus Lykien wird sein Name als Vātafradāta wiedergegeben. Sein Bildnis erscheint auch in Xanthos auf dem Sarkophag des lykischen Befehlshabers Paiawa.
Erstmals erwähnt wird Autophradates in den Quellen um das Jahr 390 v. Chr., als er zusammen mit dem karischen Satrapen Hekatomnos im Auftrag des Großkönigs Artaxerxes II. den aufständischen Euagoras I., König des zyprischen Stadtstaats Salamis, bekämpfte, der jedoch zehn Jahre in seiner Revolte verharrte.  Um 380 v. Chr. bekriegte Autophradates andere Aufständische.
Am Beginn des großen Aufstands kleinasiatischer Satrapen gegen Artaxerxes II. ging Autophradates um 368 v. Chr. militärisch gegen den rebellischen Datames vor und brachte ihn durch einen Einfall in dessen Satrapie Kappadokien in große Bedrängnis. Er trug langwierige Kämpfe gegen Datames aus, musste sich 367 v. Chr. aber aus diesen zurückziehen, um eine neue, von Ariobarzanes, dem Satrapen des hellespontischen Phrygien, angezettelte Revolte niederzuschlagen. Er drängte Ariobarzanes an die Küste und belagerte die Städte Assos und Adramyttion, musste aber von diesem Vorhaben abstehen, als der spartanische König Agesilaos II. mit Söldnertruppen dem Ariobarzanes zu Hilfe kam. Mit Unterstützung von Sparta und Athen weitete sich der Aufstand, dem sich andere kleinasiatische Satrapen anschlossen, immer mehr aus. 362 v. Chr. sah sich Autophradates genötigt, zu den Rebellen überzulaufen, trat aber nach dem Scheitern des Satrapenaufstand um 360 v. Chr. wieder zu Artaxerxes II. über.
Um dieselbe Zeit wurde Autophradates nun mit der Bekämpfung des revoltierenden Artabazos, Satrap des hellespontischen Phrygien, betraut, den er gefangen nehmen konnte, aber bald wieder freiließ. Damals belagerte er auch erfolglos die äolische Stadt Atarneus, die vom bithynischen Abenteurer Eubulos beherrscht wurde, der später Atarneus seinem Lieblingssklaven Hermias vermachte. Zuletzt wird von Autophradates überliefert, dass er 354 v. Chr. den Orontes I. in Lydien und Ionien bekriegte.
Sein Amtsnachfolger als Satrap war vermutlich Rhosakes. Inwiefern Autophradates mit dem gleichnamigen Flottenkommandanten aus dem Jahr 334 v. Chr. verwandt war, ist unklar.